# 拜塔布拉克峰
拜塔布拉克峰位于巴基斯坦北部吉尔吉特-巴尔蒂斯坦境内，海拔7285米，是世界上最难攀登的山峰之一，被称为“食人魔”。1977年来自英国的 Doug Scott 和 Chris Bonington 完成首登，Doug Scott 在下撤时摔断双腿。此后直到2001年才再次有人成功登顶。